# 内乌肯省
内乌肯省（Neuquén）為南美國家阿根廷23省之一，位於阿根廷西部，該省首府為内乌肯（Neuquén）。内乌肯省因内乌肯河而得名，“内乌肯”一词源于马普切语的当地方言马普东古（Mapudungun）单词“Nehuenken”，意为“通风”，原住民用它来指代这条河。这个词是回文。
内乌肯省位于巴塔哥尼亚地区的西北部，科马韦地区的西部，科马韦地区占据了该省的南半部；其北部与门多萨省接壤，东南部与内格罗河接壤，西部与智利的马乌莱大区、纽布莱大区、比奥比奥大区、阿劳卡尼亚大区、洛斯里奥斯大区和洛斯拉各斯大区接壤，这些大区的边界由分水岭和安第斯山脉为界。

## 历史

### 前西班牙时代
内乌肯省的拉卡尔县拥有已知的最南端的玉米种植遗迹，之后印加帝国进一步传播玉米。玉米遗迹在南至40°19'的梅林基纳被发现，它被发现在陶器中，年代可追溯到730±80BP和920±60BP。这种玉米可能是在印加帝国时期从秘鲁越过安第斯山脉带到智利的。
在前西班牙时期，阿根廷的农业活动最南延伸到内乌肯省以北的门多萨省南部。巴塔哥尼亚附近地区有时也从事超出这一限制的农业，但人们有时会恢复非农业生活方式。到西班牙人抵达该地区时（1550年代），巴塔哥尼亚北部没有农业生产的记录。广阔的巴塔哥尼亚草原和丰富的骆马猎物可能促使当地居民倾向于狩猎采集的生活方式。
欧洲人接触时，特韦尔切人和佩韦尔切人居住于此，最初由来自智利的征服者探索该地区。1670年，在奇洛埃群岛建立耶稣会的牧师尼古拉斯·马斯卡迪（西班牙語：Nicolás Mascardi）在纳韦尔瓦皮湖北岸建立了纳韦尔瓦皮传教团（西班牙語：Nuestra Señora de Nahuel Huapi）。耶稣会传教团持续了几年，最后一个位于内乌肯的传教团于1717年被摧毁。1767年耶稣会遭到抵抗，传教活动也因此中断。

### 保皇党据点
在何塞·德·圣马丁发动的独立战争期间，当地土著人经常传言西班牙王室效忠派军队即将抵达巴塔哥尼亚，无论是从智利港口奇洛埃港抵达秘鲁，还是从西班牙在巴塔哥尼亚群岛的定居点抵达，这种传言在马普切土著民族和阿根廷巴塔哥尼亚北部潘帕斯草原地区都很常见。如今阿根廷和智利境内的最后一个保皇党武装团体平切拉兄弟从奇廉附近地区越过安第斯山脉进入内乌肯北部，当时爱国者们巩固了对智利卡皮塔尼亚西班牙王室殖民地的控制。平切拉（Pincheira）兄弟是一个庞大的骑警团伙，由欧洲的西班牙人、美洲西班牙人、梅斯蒂索人和当地土著人组成。由于与两个土著部落Ranqueles和Boroanos结盟，这个群体得以迁往巴塔哥尼亚。在远离智利共和国和联合省事实上的领土的瓦尔瓦科，平切拉兄弟建立了一个拥有数千名定居者的永久营地。从这个基地和其他基地出发，平切拉兄弟多次袭击新成立的共和国的乡村。
1827年，由豪尔赫·博舍夫（Jorge Beauchef）指挥的智利军队进行了报复，越过安第斯山脉袭击了保皇党营地。智利人迫使大约3,000人越过安第斯山脉重新定居安图科。

### 融入阿根廷
探险家佩里托·弗朗西斯科·莫雷诺多次前往巴塔哥尼亚，并在其著作《曼萨纳斯的旅程》中对该地区进行了准确描述，并于1875年到达纳韦尔瓦皮湖，此后内乌肯地区受到了阿根廷的影响。1879年，胡里奥·阿根廷·罗卡发起了征服沙漠（西班牙語：Conquista del Desierto）的行动，最终打破了土著人的抵抗。1884年巴塔哥尼亚的政治分裂得到重组，内乌肯领地获得了目前的边界。该省的首府多次迁至诺尔金(1884-85年)、坎帕纳马惠达(现隆科普埃)(1885-1888年)、乔斯马拉尔(1885-1901年)，最后迁至康弗伦西亚，即现在的内乌肯。
20世纪初，铁路通到内乌肯市，新的灌溉系统建成，促进了农作物的生产和运输。1918年发现了石油，为内乌肯的发展注入了新的动力。
长期以来，当地政治一直由一个政党主导，即内乌肯人民运动（MPN），该党由出生于黎巴嫩的富商埃利亚斯·萨帕格（Elias Sapag）创建。萨帕格一家移民到阿根廷，于1910年左右乘铁路抵达内乌肯地区，最终在萨帕拉安家，那里干燥肥沃的山谷和果园让人想起他们的家乡黎巴嫩。内乌肯拥有丰富的自然资源，如天然气、石油、原始森林和水资源，适合发电和旅游。这些资源以前由中央国民政府管理，当时当地收益甚微。由于社会动荡，萨帕格和两个弟弟菲利普（Felipe）和阿曼多（Amado）创立了MPN，这是一场活跃的政治运动。联邦制和对领土及其资源的更大地方权利。

### 阿根廷的省
该领土于1955年6月15日升格为省，宪法于1957年11月28日颁布。费利佩·萨帕格很快在政治上声名鹊起。虽然他在1962年当选为代表人民内乌基诺运动的省长，但3月发生的反对进步派总统阿图罗·弗朗迪西的政变阻止了萨帕格上任。他最终在1963-66年和1973-76年担任省长，并主持了阿根廷发展最快的省份之一。国家政府于1964年建立了内乌肯大学，后来于1971年并入新的科马韦国立大学。1976年3月，反对伊莎贝尔·庇隆的暴力政变后，费利佩·萨帕格被免去省长职务，但在1983-87年和1995-99年再次上任。他强调公共工程和政治独立于布宜诺斯艾利斯，这帮助他和MPN的继任者赢得了此后的每次全省选举。他的兄弟埃利亚斯·萨帕格于1963-66年、1973-76年以及1983年至1993年去世期间担任参议员，成为国家历史上任职时间最长的参议员。

## 人口
根据2022年阿根廷全国人口普查，内乌肯省有居民726,590人。
| 普查 | 人口数  | 百分比变化 | 人口密度(人./km²) |
| ---- | ------- | ---------- | ----------------- |
| 1895 | 14.517  | -          | 0,15              |
| 1914 | 28.866  | +98,84%    | 0,31              |
| 1947 | 86.836  | +200,82%   | 0,92              |
| 1960 | 109.890 | +26,55%    | 1,17              |
| 1970 | 154.143 | +40,27%    | 1,64              |
| 1980 | 243.850 | +58,20%    | 2,59              |
| 1991 | 388.833 | +59,46%    | 4,13              |
| 2001 | 474.155 | +21,94%    | 5,03              |
| 2010 | 550.344 | +16,07%    | 5,85              |
| 2022 | 710.814 | +28,9%     | 7,5               |

| 内乌肯省人口变化 |
|                  |

## 气候

本省的柯本气候分类图

总体而言，内乌肯的气候属大陆性气候，寒冷，季节温和。
这里的季节与北半球正好相反，夏季从12月到3月，冬季从6月到9月。与各自的中间站；秋季从3月到6月，春季从9月到12月。冬季严酷，经常霜冻；该季节全省大部分地区降雪常见，西部降雪较多，东部降雪较少。